# Nanquan (köping i Kina, Sichuan)
Nanquan (kinesiska: 南泉镇, 南泉) är en köping i Kina. Den ligger i provinsen Sichuan, i den sydvästra delen av landet, omkring 53 kilometer norr om provinshuvudstaden Chengdu. Antalet invånare är 26 903. Befolkningen består av 13 430 kvinnor och 13 473 män. Barn under 15 år utgör 9,0 %, vuxna 15-64 år 76 %, och äldre över 65 år 13,0 %.
Genomsnittlig årsnederbörd är 1 200 millimeter. Den regnigaste månaden är juli, med i genomsnitt 346 mm nederbörd, och den torraste är december, med 5 mm nederbörd.